# تقريب بادي

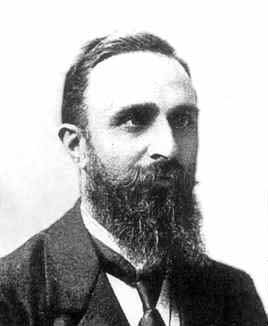

تقريب بادي هي طريقة لتقريب الدوال الرياضياتية للرياضياتي الفرنسي هنري بادي عن طريق دوال كسرية.
عادة ما تعطي هذه الطريقة تقريبا أفضل للدوال الرياضية من التقريب الذي يستعمل متسلسلة تايلور المقطوعة. عادة ما يستعمل هذا التقريب لتقريب دوال الوقت الميت Time delay في مجال الترددات.